# Dieffenbach-lès-Wœrth

Dieffenbach-lès-Wœrth este o comună în departamentul Bas-Rhin, Franța. În 1 ianuarie 2022 avea o populație de 335 de locuitori.